# صهيونية
الصِّهْيَوْنِيَّة (بالعبرية: ציונות) (بالإنجليزية: Zionism)، هي عقيدة (أيدولوجية) وحركة قومية إثنو-ثقافية ظهرت بين يهود شرق ووسط أوروبا أواخر القرن التاسع عشر، سعت لإنشاء دولة قومية خاصّة لهم باستعمار بلاد خارج اوروبا، تمخض عنها عام 1948 تأسيسها إثنوقراطية في فلسطين؛ المنطقة التي تماثل "أرض يعقوب" (إيريتس يسرائيل) ذات الأهمية الخاصّة في التاريخ اليهودي وأسميت الدولة الجديدة دولة إسرائيل، وأصبحت الصهيونية هي الأيدلوجية الوطنية لتلك الدولة التي تشكل فيها اليهودية كلاً من القومية والدين وحصرت حق تقرير المصير فيها للقومية اليهودية وحدها.
في ظل صعود القومية -التي ستعيد تشكيل أوروبا- أواخر القرن التاسع عشر وإصدام مركباتها العنصرية مع يهود إمبراطوريات شرق ووسط أوروبا الذين كانوا يعيشون كأقليات. يعاني معظم مجتمعاتهم الفقر والعداء ويتعرضون لهجمات عنيفة ومذابح منظمة، وفي ذلك السياق، نشأت إتجاهات داخل مجتمعات يهود شرق أوروبا مثل التمسك باليهودية الأرثوذكسية (الحاسيدية)، الهسكلة (الإندماج في المجتمع الاوروبي)، الصهيونية (صياغة هوية يهودية قومية)، الإحتفاء بالهوية الوطنية الإشتراكية (البوندييون) والهجرة للولايات المتحدة وأوروبا الغربية، وكانت الأيدولوجية الصهيونية تؤسس لهوية يهودية قومية؛ لم تنظر لليهود كمجموعة دينية أو إثنية، بل كقومية. ولم يكن الصهاينة متدينيين، ورأوا أنهم بهذه الهوية (القومية) لا مستقبل لهم في تلك البلاد؛ ورفضت اندماج اليهود في المجتمعات الأخرى كسبيل للتحرر من معاداة السامية والاضطهاد، ورأت أن السبيل الوحيد للنجاة والتحرر هو إنشاء والإنتقال إلى دولة قومية جديدة منفصلة لهم.
لم تكن أعداد المهاجرين اليهود المستجيبين لدعوات الصهيونية للهجرة لإنشاء دولة قومية صدى واسعاً مقارنة بالأعداد التي هاجرت إلى الولايات المتحدة الأمريكية مثلا، ورأى الصهاينة أن إنشاء دولة قومية لن يكون ممكنا في اوروبا. فكانت عدّة بقع جغرافية اقترحت في كتابات الصهاينة لإنشاء هذه الدولة إستعمارياً، من ضمنها الأرجنتين وفلسطين، وبعد فترة اضحى واضحا في الرواية القومية للصهيانة تناسب الدعوة للهجرة إلى أرض فلسطين مع الأحداث التوراتية، وأنها ستكون -قومياً- أرض الآباء والأجداد (إيريتس يسرائيل) وأن الهجرة إليها هو عكس للظلم الذي وقع عليهم في الشتات، فطلب قادة الحركة الصهيونية بإنشاء دولة منشودة في فلسطين والتي كانت ضمن أراضي الدولة العثمانية. ارتبطت الحركة الصهيونية الحديثة بشخصية اليهودي النمساوي هرتزل الذي يعد الداعية الأول للفكر الصهيوني الحديث والذي تقوم على آرائه الحركة الصهيونية في العالم وبعد تأسيس دولة إسرائيل عام 1948م أخذت الحركة الصهيونية على عاتقها توفير الدعم المالي والمعنوي لدولة إسرائيل  وقد عقد أول مؤتمر للحركة الصهيونية في بازل بسويسرا ليتم تطبيق الصهيونية بشكل عملي على فلسطين فعملت على تسهيل الهجرة اليهودية ودعم المشاريع الاقتصادية اليهودية.
يرى أنصار الصهيونية أنها حركة تحرير وطنية لإعادة شعب مضطهد مقيم كأقليات في مجموعة متنوعة من الدول إلى وطن أجداده، وقد ساهمت محرقة الهولوكوست في إقناع اليهود بأفكار الحركة الصهيونية كثيرًا بدعوي المظلومية ودافعًا كبيرًا للهجرة والقتال لإقامة دولتهم اليهودية في فلسطين. بينما يرى منتقدو الصهيونية أنها أيديولوجية استعمارية عنصرية واستثنائية قادت أتباعها إلى استخدام العنف خلال الانتداب البريطاني على فلسطين، وتسببت في نزوح العديد من الفلسطينيين، ثم إنكار حقهم في العودة إلى أراضيهم وممتلكاتهم المفقودة خلال حربي 1948 و1967.

## أصل التسمية
جاء مصطلح «صِهْيَوْنِيَّة» على يد الفيلسوف الصهيوني النمساوي اليهودي ناتان بيرنباوم في عام 1890 لوصف لأيدولوجية جديدة تصاغ فيها الهوية اليهودية أنها أمّة مستقلة ذات سيادة، وسعى القوميون اليهود الصهاينة آنذاك لشرعنة فكرة إنشاء دولتهم القومية وتوحيد اليهود لأجل ذلك الهدف، وبنى ذلك على لفظة صهيون ((بالعبرية: ציון)) أحد الأسماء التوراتية للقدس (جبل صِهْيَوْن في القدس كما هو ورد في سفر إشعياء ، فيما وردت لفظة صهيون لأول مرة في العهد القديم عندما تعرض للملك داود الذي أسس مملكته 1000–960 ق.م.)، وكان ناتان قد بنى على تسمية لشبكة من الجمعيات في أوكرانيا، التي نشأت في أعقاب مذابح عام 1881 ضد اليهود وتسمّت بـ"أحباء صهيون"، وأقرت الحركة الصهيونية التسمية المؤتمر الصهيوني الأول في عام 1897.

## خلفية تاريخية
يرى بعض المؤرِّخين أن بدايات الفكر الصهيوني كانت في إنجلترا في القرن السابع عشر في بعض الأوساط البروتستانتية المتطرفة التي نادت بالعقيدة الاسترجاعية التي تعني ضرورة عودة اليهود إلى فلسطين شرطا لتحقيق الخلاص وعودة المسيح لكن ما حصل هو أن الأوساط الاستعمارية العلمانية في إنجلترا تبنت هذه الأطروحات وعلمنتها ثم بلورتها بشكل كامل في منتصف القرن التاسع عشر على يد مفكرين غير يهود بل معادين لليهود واليهودية.
ومن المهم أيضاً لفت الانتباه إلى أن الصهيونية نشأت كرد فعل على ما أسماه اليهود «معاداة السامية»، لتصبح مهمة الحركة الصهيونية تغيير واقع اليهود في قارة أوروبا إلى دولة قومية تجمع اليهود من كل أنحاء العالم.

### أسباب الظهور
في ظل صعود القومية -التي ستعيد تشكيل أوروبا- وإصدام مركباتها العنصرية مع يهود إمبراطوريات شرق ووسط أوروبا الذين كانوا يعيشون كأقليات. يعاني معظم مجتمعاتها الفقر والعداء ويتعرضون لهجمات عنيفة ومذابح منظمة، وفي ذلك السياق، نشأت إتجاهات لتعامل اليهود مع وجودهم مثل التمسك باليهودية الأرثوذكسية، الهسكلة (الإندماج في المجتمع الاوروبي)، الصهيونية (هوية يهودية قومية)، الإحتفاء بالهوية الوطنية الإشتراكية (البوندييون) والهجرة، وكانت الأيدولوجية الصهيونية تؤسس لهوية يهودية قومية؛ لم تنظر لليهود كمجموعة دينية أو إثنية، بل كقومية. ولم يكن الصهاينة متدينيين، ورأوا أنهم بهذه الهوية (القومية) لا مستقبل لهم في تلك البلاد؛ ورفضت اندماج اليهود في المجتمعات الأخرى كسبيل للتحرر من معاداة السامية والاضطهاد، ورأت أن السبيل الوحيد للنجاة والتحرر هو إنشاء والإنتقال إلى دولة قومية جديدة منفصلة لهم.
يعود ظهور الحركة الصهيونية لأسباب عدة منها فشل المسيحية الغربية في التوصل إلى رؤية واضحة لوضع الأقليات على وجه العموم، ورؤيتها لليهود على وجه الخصوص؛ باعتبارهم قتلة المسيح ثم الشعب الشاهد (في الرؤية الكاثوليكية) وأداة الخلاص (في الرؤية البروتستانتية) كما ساعد انتشار الرؤية الألفية الاسترجاعية والتفسيرات الحرفية للعهد القديم التي تعبِّر عن تزايد معدل العلمانية.
في حين لعب وضع اليهود كجماعة وظيفية داخل المجتمع الغربي (كأقنان بلاط يهود بلاط يهود أرندا صغار تجار ومرابين) وهو وضع كان مستقراً إلى حد ما إلى أن ظهرت البورجوازيات المحلية والدولة القومية العلمانية (المطلقة والمركزية) فاهتز وضعهم وكان عليهم البحث عن وظيفة جديدة بالإضافة لمناقشة قضية إعتاق اليهود في إطار فكرة المنفعة، ومدى نفع اليهود للمجتمعات الغربية (انظر: «نفع اليهود»).
في الوقت ذاته يجادل بعض المفكرين بأن عدة عوامل مجتمعة أدت في النهاية إلى ظهور هذه الحركة، فمنهم من يرى أن رهاب اليهود، والاضطهادات، والمجازر بحق اليهود (مثل الهولوكوست) إضافة إلى مساعدة الاستعمار الأوروبي لها قد أدت مجتمعة إلى ظهور الحركة الصهيونية وزيادة قوتها على الأرض.

### المؤتمرات الصهيونية

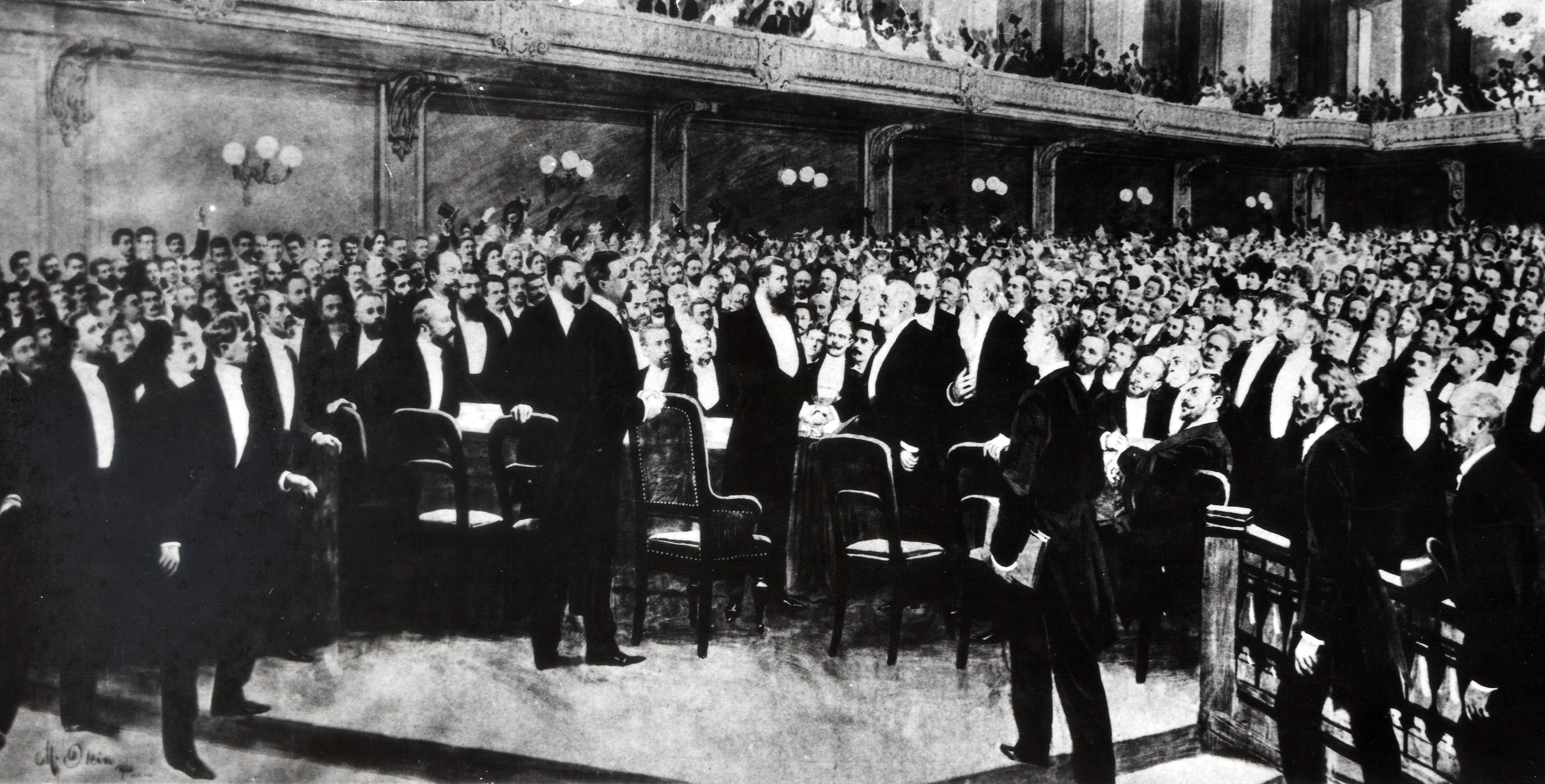
المندوبون في المؤتمر الصهيوني الأول الذي عقد في بازل، سويسرا عام 1897م.

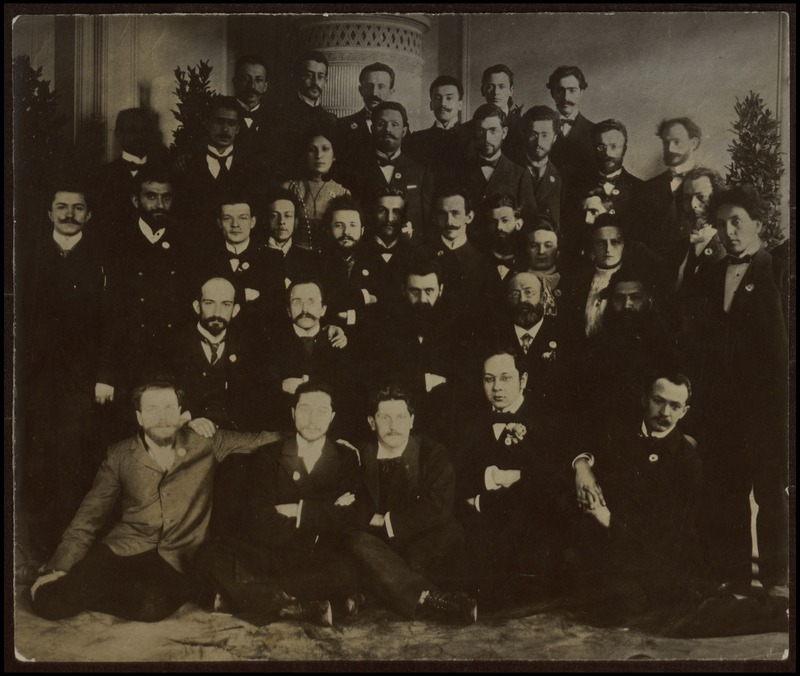
هرتزل والتكتل الديمقراطي في المؤتمر الصهيوني الخامس 1901م.

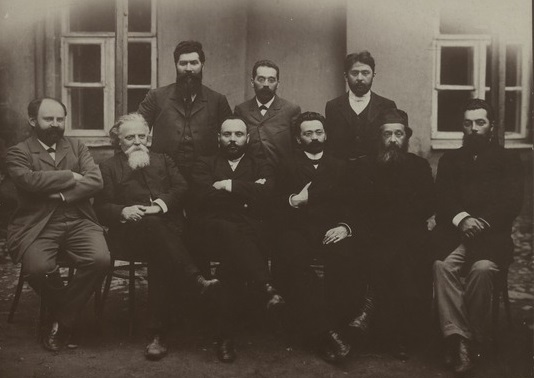
قادة الحركة الصهيونية في روسيا خلال اتفاقيات مينسك.

المؤتمر الصهيوني الأول: بازل، أغسطس 1897. وكان مزمعاً عقده في ميونيخ، بيد أن المعارضة الشديدة من قبَل التجمُّع اليهودي هناك والحاخامية في ميونيخ حالت دون ذلك. وقد عُقد في أغسطس 1897 برئاسة تيودور هرتزل الذي حدد في خطاب الافتتاح أن هدف المؤتمر هو وضع حجر الأساس لوطن قومي لليهود، وأكد أن المسألة اليهودية لا يمكن حلها من خلال التوطن البطيء أو التسلل بدون مفاوضات سياسية أو ضمانات دولية أو اعتراف قانوني بالمشروع الاستيطاني من قبَل الدول الكبرى. وقد حدد المؤتمر ثلاثة أساليب مترابطة لتحقيق الهدف الصهيوني، وهي: تنمية استيطان فلسطين بالعمال اليهود الزراعيين، وتقوية وتنمية الوعي القومي اليهودي والثقافة اليهودية، ثم أخيراً اتخاذ إجراءات تمهيدية للحصول على الموافقة الدولية على تنفيذ المشروع الصهيوني. والأساليب الثلاثة تعكس مضمون التيارات الصهيونية الثلاثة: العملية (التسللية)، والثقافية (الإثنية)، والسياسية (الدبلوماسية الاستعمارية). وقد تعرَّض المؤتمر بالدراسة لأوضاع اليهود الذين كانوا قد شرعوا في الهجرة الاستيطانية التسللية إلى فلسطين منذ 1882.
المؤتمر الثاني: بازل، أغسطس 1898. عُقد برئاسة هرتزل الذي ركَّز على ضرورة تنمية النزعة الصهيونية لدى اليهود، وذلك بعد أن أعلن معظم قيادات الجماعات اليهودية في أوروبا الغربية عن معارضتهم للحل الصهيوني للمسألة اليهودية. وكانت أهم أساليب القيادة الصهيونية لمواجهة هذه المعارضة، هو التركيز على ظاهرة معاداة اليهود، والزعم بأنها خصيصة لصيقة بكل أشكال المجتمعات التي يتواجد فيها اليهود كأقلية. وقد ألقى ماكس نوردو تقريراً أمام المؤتمر عن مسألة دريفوس باعتبارها نموذجاً لظاهرة كراهية اليهود وتعرُّضهم الدائم للاضطهاد حتى في أوروبا الغربية وفي ظل النظم الليبرالية بعد انهيار أسوار الجيتو. كما لجأت قيادة المؤتمر إلى تنمية روح التعصب الجماعي والتضامن مع المستوطنين اليهود في فلسطين بالمبالغة في تصوير سوء أحوالهم، وهو ما بدا واضحاً في تقرير موتزكين الذي كان قد أُوفد إلى فلسطين لاستقصاء أحوال مستوطنيها من اليهود، فأشار في تقريره إلى أنهم يواجهون ظروفاً شديدة الصعوبة تستدعي المساعدة من يهود العالم كافة لضمان استمرار الاستيطان اليهودي في فلسطين. ولهذا الغرض، فقد تم انتخاب لجنة خاصة للإشراف على تأسيس مصرف يهودي لتمويل مشاريع الاستيطان الصهيوني في فلسطين.
المؤتمر الثالث: بازل، أغسطس 1899. عُقد برئاسة هرتزل الذي عرض تقريراً عن نتائج اتصالاته مع القيصر الألماني في إسطنبول وفلسطين، وهي الاتصالات التي عرض فيها هرتزل خدمات الحركة الصهيونية الاقتصادية والسياسية على الإمبريالية الألمانية الصاعدة في ذلك الوقت مقابل أن يتبنى الإمبراطور المشروع الصهيوني. وطالب المؤتمر بتأسيس المصرف اليهودي تحت اسم «صندوق الائتمان اليهودي للاستعمار»، وذلك لتمويل الأنشطة الاستيطانية الصهيونية وتوفير الدعم المالي للحركة الصهيونية. كما ناقش المؤتمر قضية النشاط الثقافي اليهودي في العالم، كما تناول المؤتمر مسألة إعادة بناء الجهاز الإداري الدائم للحركة الصهيونية ليحل محلها الجهاز المؤقت.

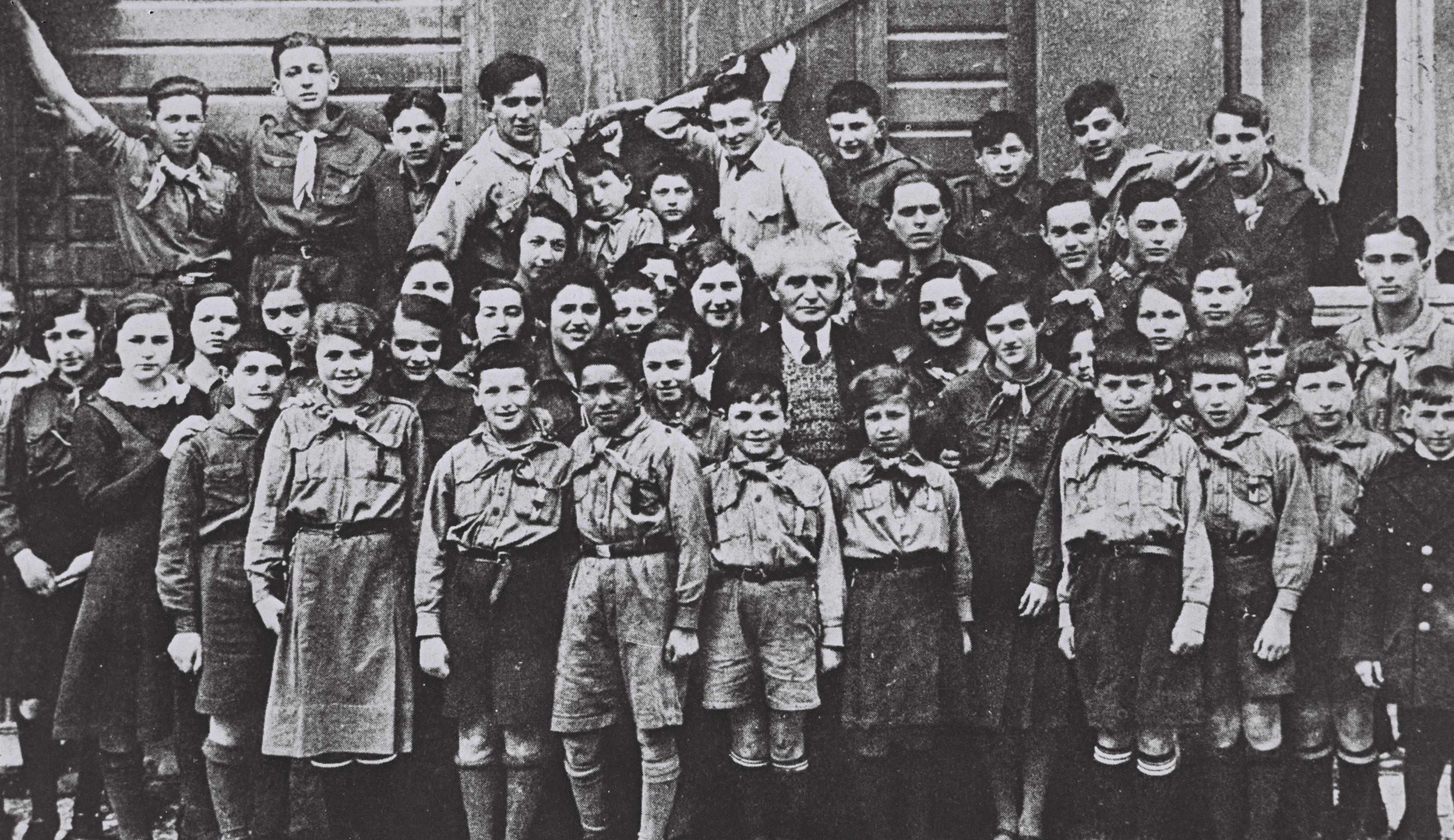
حركة الشبيبة الصهيونية اليهودية في تالين بإستونيا عام 1933م.

المؤتمر الرابع في لندن، أغسطس 1900. عُقد برئاسة هرتزل، وجرى اختيار العاصمة البريطانية مقراً لانعقاد المؤتمر نظراً لإدراك قادة الحركة الصهيونية في ذلك الوقت تعاظُم مصالح بريطانيا في المنطقة، ومن ثم فقد استهدفوا الحصول على تأييد بريطانيا لأهداف الصهيونية، وتعريف الرأي العام البريطاني بأهداف حركتهم. وبالفعل، طُرحت مسألة بث الدعاية الصهيونية كإحدى المسائل الأساسية في جدول أعمال المؤتمر. وشهد هذا المؤتمر الذي حضره ما يزيد على 400 مندوب اشتداد حدة النزاع بين التيارات الدينية والتيارات العلمانية، وذلك عندما طُرحت المسائل الثقافية والروحية للمناقشة.

### إستراتيجيات الصهيونية

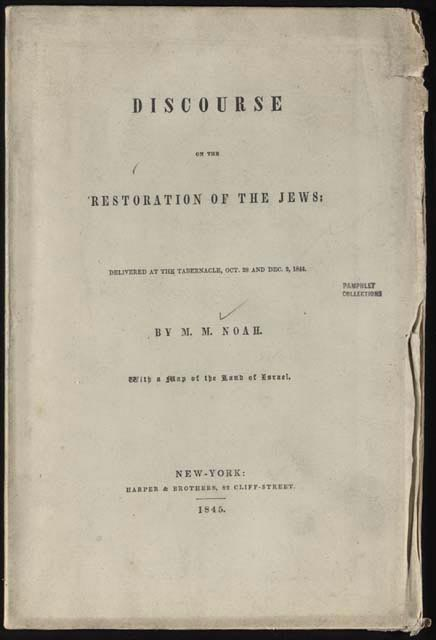
1844 الخطاب على استعادة اليهود من مردقاي نوح، صفحة واحدة. تظهر الصفحة الثانية خريطه أرض إسرائيل

الهدف الإستراتيجي الأول للحركة كان دعوة الدولة العثمانية للسماح لليهود بالهجرة إلى فلسطين والإقامة بها، وبعد رفض السلطان عبد الحميد الثاني عرضوا عليه بيع بعض الأراضي الفلسطينية فرفض رفضا تاما فأيقن أن العرب لن يتسامحوا في شبر واحد من أراضيها فنظموا عدة تعاملات مع بريطانيا، وبعد تولى مكتب الإمبراطور الألماني مهمة السماح لليهود بالهجرة لدى الدولة العثمانية لكن بدون تحقيق نتائج تذكر.
فيما بعد، انتهجت المنظمة سبيل الهجرة بأعداد صغيرة وتأسيس «الصندوق القومي اليهودي» في العام 1901 وكذلك تأسيس البنك «الأنغلو-فلسطيني» في العام 1903.
قبل عام 1917 أخذ الصهاينة أفكارا عديدة محمل الجد وكانت تلك الأفكار ترمي لإقامة الوطن المنشود في أماكن أخرى غير فلسطين، فعلى سبيل المثال، كانت الأرجنتين أحد بقاع العالم المختارة لإقامة دولة إسرائيل، وفي العام 1903 عرض هيرتزل عرضاً مثيراً للجدل بإقامة إسرائيل في أوغندا مما حدا بالمندوب الروسي الانسحاب من المؤتمر، واتفق المؤتمر على تشكيل لجنة لتدارس جميع الأُطروحات بشأن مكان دولة إسرائيل أفضت إلى اختيار أرض فلسطين.

## التسلسل التاريخي
يقول المفكرون الصهاينة أن الحاجة لإقامة وطن قومي يهودي قديمة ظهرت خاصة بعد الأسر البابلي على يد نبوخذ نصر وكذلك اعتقاد المتدينين اليهود أن «أرض الميعاد» (التسمية اليهودية لأرض فلسطين) «قد وهبها الله لبني إسرائيل فهذه الهبة أبدية ولا رجعة فيها» إلا أنهم لم يتحمسوا كثيراً للصهيونية باعتبار أن أرض الميعاد ودولة إسرائيل يجب ألَّا تُقام من قبل بني البشر كما هو الحال، بل يجب أن تقام على يد المسيح المنتظر.
في منتصف القرن التاسع عشر ظهر حاخامان دعوا اليهود إلى تمهيد الطريق للمسيح المنتظر بإقامة وطن قومي وظهر الفيلسوف الألماني اليهودي موسى هس في كتابه روما والقدس وقال أن المشكلة اليهودية تكمن في عدم وجود وطن قومي لليهود.
تعاقبت الأحداث سراعاً ما بين الأعوام 1890–1945 وكانت بداية الأحداث هي التوجه المعادي للسامية في روسيا ومروراً بمخيمات الأعمال الشاقة التي أقامها النازيون في أوروبا وانتهاءً بعمليات الحرق الجماعي لليهود (الهولوكوست) وغيرهم على يد النازيين الألمان إبّان الحرب العالمية الثانية. تنامت الرغبة لدى اليهود النّاجين من جميع ما ذُكر بإنشاء كيان يحتضن اليهود واقتنع السواد الأعظم من اليهود بإنشاء كيان لهم في فلسطين.
ومما يذكره البروفيسور شلومو ساند حول هذا الموضوع أن مناطق غرب الامبراطورية الروسية الي كانت تستوطنها جماعات كبيرة من اليهود قد واجهت ضغوطاً متزايدة من السكان الروس حوالي العام 1881، الأمر الذي أدى إلى خلق ظروف معيشية صعبة دفعت بالكثيرين منهم (حوالي 2.5 مليون يهودي) إلى الهجرة باتجاه أوروبا. في أوروبا خاف اليهود (سكان أوروبا) من تنامي العداء لليهودية بسبب الهجرة من روسيا فدفعوا بالمهاجرين إلى مواصلة الهجرة إلى الولايات المتحدة. لكن في الوقت نفسه أخذ أثرياء اليهود بالبحث عن حلول أخرى من أجل تخفيف ضغط تدفق اللاجئين. تبرع البارون موريس دي هيرش بإنشاء المستعمرات في الأرجنتين. أما البارون إدوند دي روتشيلد فقام بالشيء نفسه في فلسطين.

### قديمًا
- 1000–960 ق.م وردت لفظة صهيون لأول مرة في العهد القديم.
- 586–538 ق.م حركة المكابيين التي أعقبت العودة من السبي البابلي، وأول أهدافها العودة إلى صهيون وبناء هيكل سليمان.
- 118–138م حركة باركوخيا وقد أثار هذا اليهودي الحماسة في نفوس اليهود وحثهم على التجمع في فلسطين وتأسيس دولة يهودية فيها.

### متوسطًا
- مرحلة الركود في النشاط اليهودي بسبب اضطهاد اليهود وتشتتهم. ومع ذلك فقد ظل الشعور القومي عند اليهود عنيفاً لم يضعف.
- 1501–1532 حركة دافيد روبين وتلميذه سولومون مولوخ وقد حث اليهود على ضرورة العودة لتأسيس ملك إسرائيل في فلسطين.
- 1604–1657 حركة منشه بن إسرائيل وهي النواة الأولى التي وجهت خطط الصهيونية وركزتها على أساس استخدام بريطانيا في تحقيق أهداف الصهيونية.
- 1626–1676 حركة سبتاي زيفي الذي ادعى أنه مسيح اليهود المخلص فأخذ اليهود في ظله يستعدون للعودة إلى فلسطين ولكن مخلصهم مات.
- حركة رجال المال التي تزعمها روتشيلد وموسى مونتفيوري وكانت تهدف إلى إنشاء مستعمرات يهودية في فلسطين كخطوة لامتلاك الأرض ثم إقامة دولة اليهود والحركة الفكرية الاستعمارية التي دعت إلى إقامة دولة يهودية في فلسطين في بداية القرن التاسع عشر.

### حديثًا
- 1882 الحركة الصهيونية العنيفة التي قامت إثر مذابح اليهود في روسيا، وفي هذه الحِقْبة ألف هيتلر الجرماني كتابًا بعنوان إرجاع اليهود إلى فلسطين حسب أقوال الأنبياء.
- 1893 ظهور مصطلح الصهيونية لأول مرة على يد الكاتب الألماني ناثان برنباوم.
- 1882 ظهرت في روسيا لأول مرة حركة عُرفت باسم (أحباء صهيون) وكان أنصارها يتجمَّعون في حلَقات اسمها (أحباء صهيون) وقد نالت هذه الجماعات الاعتراف عام 1890م تحت اسم «جمعية مساعدة الصناع والمزارعين اليهود في سوريا وفلسطين» ورأَسَها ليون بينسكر واستهدفت الجماعة تشجيع الهجرة إلى فلسطين وإحياء اللغة العبرية.
- الصهيونية الحديثة وهي الحركة المنسوبة إلى تيودور هرتزل وهدفها الأساسي الواضح قيادة اليهود إلى حكم العالم بدءًا بإقامة دولة لهم في فلسطين.
- 1897 أقام هرتزل أولَ مؤتمر صهيوني عالمي، مستغلًا محاكمة الضابط اليهودي الفرنسي ألفريد دريفوس الذي اتُّهم بالخيانة عام 1894 لنقله أسرارًا عسكرية من فرنسا إلى ألمانيا، لكن ثبتت براءته فيما بعد ونجح هرتزل بتصوير المأساة اليهودية في زعمه من خلال هذه الواقعة الفردية، وأصدر كتابه الشهير "الدولة اليهودية" الذي أكسبه أنصارًا فتشجَّع على إقامة أول مؤتمر صهيوني في بال بسويسرا.

## تأسيس الحركة الصهيونية

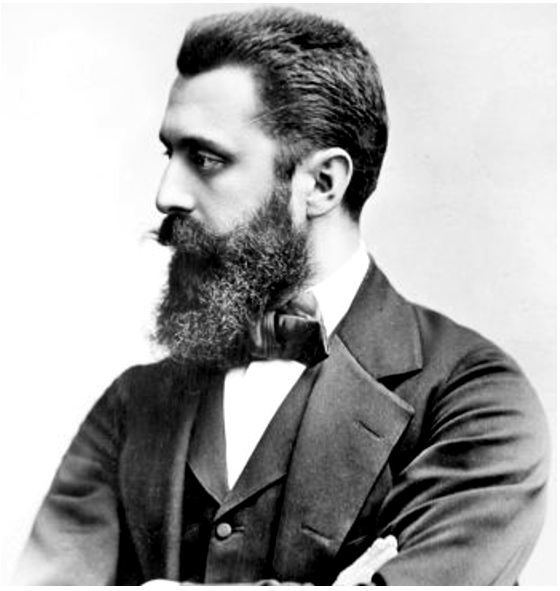
ثيودور هيرتزل

في عام 1896 قام الصحفي اليهودي المجري ثيودور هرتزل بنشر كتاب دولة اليهود وفيه طرح أسباب اللاسامية وكيفية علاجها وهو في رأيه إقامة وطن قومي لليهود على أرض فلسطين لما تتمتع به من مكانة دينية واستراتيجية واقتصادية واتصل بإمبراطور ألمانيا فيلهلم الثاني فنجح في الحصول على دعمه، كما اتصل بالسلطان عبد الحميد الثاني ولكن محاولته باءت بالفشل وحتى طلب المال من قبل الأغنياء اليهود باء بالفشل.
في عام 1897 نظم هرتزل أول مؤتمر صهيوني في بازل في سويسرا حضره 200 مفوض، وصاغوا برنامج بازل والذي بقي البرنامج السياسي للحركة الصهيونية، وأقام المؤتمر الصهيوني العالمي اللجنة الدائمة وفوضها بأن تنشئ فروعاً لها في مختلف أنحاء العالم. وعندما فشل هرتزل في ديبلوماسيته مع السلطان العثماني وجه جهوده الديبلوماسية نحو بريطانيا ولكنّها قدّمت دعمها المالي لإقامة مستعمرة في شرق أفريقيا (أوغندا) فانشقّت الحركة الصهيونية بين معارض ومؤيد، فاتّهم الصهاينةُ الروس هرتزل بالخيانة ولكنه استطاع أن يسوي الأمر معهم إلا أنه مات. وعندما عقد المؤتمر السابع عام 1905 رُفِضَت أوغندا، وشكل ارائل لانغول المنظمة الإقليمية اليهودية وكانت ذات صلاحية اختيار موطن مناسب للشعب اليهودي.
استطاعت الحركة الصهيونية أن تحقق أهم انجازين لها وهما وعد بلفور بإقامة وطن قومي لليهود في فلسطين عام 1917، والثاني هو إقامة وطن قومي لليهود سمي دولة إسرائيل عام 1948، وذلك على أرض فلسطين وذلك عن طريق القتل والتهجير والمذابح لإبعاد الفلسطينيين عن أرضهم بالقوة.

### وعد بلفور والانتداب على فلسطين
بلغ الضغط من قبل المهاجر اليهودي الروسي حاييم وايزمان، إلى جانب الخوف من أن اليهود الأمريكيين قد يشجعون الولايات المتحدة على دعم ألمانيا في الحرب ضد روسيا، بلغ ذروته في إعلان بلفور للحكومة البريطانية عام 1917.

أيدت إنشاء وطن لليهود في فلسطين على النحو التالي:
تؤيد وجهة نظر حكومة جلالة إنشاء وطن قومي للشعب اليهودي في فلسطين، وستبذل قصارى جهدها لتسهيل تحقيق هذا الهدف، من المفهوم بوضوح أنه لن يتم فعل أي شيء من شأنه المساس بالحقوق المدنية والدينية للمجتمعات غير اليهودية الموجودة في فلسطين، أو الحقوق والوضع السياسي الذي يتمتع به اليهود في أي بلد آخر. 
خلال مؤتمر باريس للسلام عام 1919، تم إرسال لجنة الحلفاء إلى فلسطين لتقييم آراء السكان المحليين. ولخص التقرير الحجج التي وردت من الملتمسين المؤيدين والمعارضين للصهيونية. في عام 1922، تبنت عصبة الأمم الإعلان، ومنحت بريطانيا الانتداب على فلسطين:
سيضمن الانتداب إنشاء الوطن القومي اليهودي... وتطوير مؤسسات الحكم الذاتي، وكذلك حماية الحقوق المدنية والدينية لجميع سكان فلسطين، بغض النظر عن العرق والدين.
أدى دور وايزمان في الحصول على وعد بلفور إلى انتخابه زعيما للحركة الصهيونية. وبقي في هذا المنصب حتى عام 1948، ثم انتخب كأول رئيس لإسرائيل بعد حصول الأمة على الاستقلال.
شارك عدد من الممثلين رفيعي المستوى للمجتمع الدولي للمرأة اليهودية في المؤتمر العالمي الأول للمرأة اليهودية، الذي عقد في فيينا، النمسا، في مايو 1923. وكان أحد القرارات الرئيسية: «يبدو... واجب جميع اليهود التعاون في إعادة البناء الاجتماعي والاقتصادي لفلسطين والمساعدة في توطين اليهود في ذلك البلد».
في عام 1927، كتب اليهودي الأوكراني يتسحاق لامدان قصيدة ملحمية بعنوان مسعدة تعكس محنة اليهود، داعياً إلى «موقف أخير».

### صعود النازية والمحرقة
في عام 1933، وصل هتلر إلى السلطة في ألمانيا، وفي عام 1935، جعلت قوانين نورمبرغ اليهود الألمان (وبعد ذلك يهود النمسا والتشيك) لاجئين عديمي الجنسية. تم تطبيق قواعد مماثلة من قبل العديد من الحلفاء النازيين في أوروبا. أدى النمو اللاحق في الهجرة اليهودية وتأثير الدعاية النازية الموجهة إلى العالم العربي إلى اندلاع ثورة 1936-1939 العربية في فلسطين. أنشأت بريطانيا لجنة بيل للتحقيق في الوضع. دعت اللجنة إلى حل الدولتين والنقل الإجباري للسكان. عارض العرب خطة التقسيم ورفضت بريطانيا فيما بعد هذا الحل وطبقت بدلاً من ذلك الكتاب الأبيض لعام 1939. تم التخطيط لإنهاء الهجرة اليهودية بحلول عام 1944 والسماح بما لا يزيد عن 75000 مهاجر يهودي إضافي. في نهاية فترة الخمس سنوات في عام 1944، تم استخدام 51000 فقط من 75000 شهادة الهجرة المقدمة، وعرض البريطانيون السماح للهجرة بالاستمرار إلى ما بعد تاريخ القطع لعام 1944، بمعدل 1500 شهريًا، حتى تم ملء الحصة المتبقية. طبقاً لآرييه كوخافي، في نهاية الحرب، كان لدى الحكومة المنتدبة 10938 شهادة متبقية وتعطي المزيد من التفاصيل حول سياسة الحكومة في ذلك الوقت. حافظ البريطانيون على سياسات الكتاب الأبيض لعام 1939 حتى نهاية الانتداب.
ش المنظمة الصهيونية العالمية. قامت الوكالة اليهودية لفلسطين بقيادة دافيد بن غوريون بإملاء السياسة بشكل متزايد بدعم من الصهاينة الأمريكيين الذين قدموا التمويل والنفوذ في واشنطن العاصمة، بما في ذلك عبر اللجنة الأمريكية الفلسطينية الفعالة للغاية. [ بحاجة لمصدر ]
دافيد بن غوريون يعلن استقلال إسرائيل تحت صورة كبيرة لثيودور هرتزل
خلال الحرب العالمية الثانية، عندما أصبحت أهوال الهولوكوست معروفة، صاغت القيادة الصهيونية خطة المليون، وهي تخفيض عن هدف بن غوريون السابق المتمثل في مليوني مهاجر. بعد انتهاء الحرب، بدأ العديد من اللاجئين عديمي الجنسية، ومعظمهم من الناجين من الهولوكوست، بالهجرة إلى فلسطين في قوارب صغيرة في تحد للقواعد البريطانية. وحدت الهولوكوست الكثير من يهود العالم وراء المشروع الصهيوني. قام البريطانيون إما بسجن هؤلاء اليهود في قبرص أو إرسالهم إلى مناطق احتلال الحلفاء التي يسيطر عليها البريطانيون في ألمانيا. واجه البريطانيون، بعد أن واجهوا الثورات العربية، معارضة الجماعات الصهيونية في فلسطين للقيود اللاحقة على الهجرة اليهودية. في كانون الثاني (يناير) 1946، كانت لجنة التحقيق الأنجلو أمريكية لجنة بريطانية وأمريكية مشتركة مكلفة بدراسة الظروف السياسية والاقتصادية والاجتماعية في فلسطين الانتدابية ورفاهية الشعوب التي تعيش الآن هناك. للتشاور مع ممثلين عن العرب واليهود، وتقديم توصيات أخرى «حسب الضرورة» لمعالجة مؤقتة لهذه المشاكل بالإضافة إلى حلها النهائي. بعد فشل مؤتمر لندن 1946-1947 حول فلسطين، والذي رفضت فيه الولايات المتحدة دعم البريطانيين مما أدى إلى رفض جميع الأطراف خطة موريسون-جرادي وخطة بيفين، وقرر البريطانيون إحالة المسألة إلى الأمم المتحدة في 14 فبراير 1947.

### ما بعد الحرب العالمية الثانية
مع الغزو الألماني لاتحاد الجمهوريات الاشتراكية السوفياتية في عام 1941، عكس ستالين معارضته طويلة الأمد للصهيونية، وحاول حشد الدعم اليهودي في جميع أنحاء العالم للجهود الحربية السوفيتية. تم تشكيل لجنة يهودية مناهضة للفاشية في موسكو. فر عدة آلاف من اللاجئين اليهود من النازيين ودخلوا الاتحاد السوفيتي أثناء الحرب، حيث أعادوا تنشيط الأنشطة الدينية اليهودية وافتتحوا معابد يهودية جديدة. في مايو 1947، أخبر نائب وزير الخارجية السوفيتي أندريه جروميكو الأمم المتحدة أن الاتحاد السوفيتي يدعم تقسيم فلسطين إلى دولتين يهودية وعربية. صوّت الاتحاد السوفياتي رسميًا بهذه الطريقة في الأمم المتحدة في نوفمبر 1947. لكن بمجرد قيام إسرائيل، عكس ستالين مواقفه، وفضل العرب، واعتقل قادة اللجنة اليهودية المناهضة للفاشية، وشن هجمات على اليهود في الاتحاد السوفيتي.

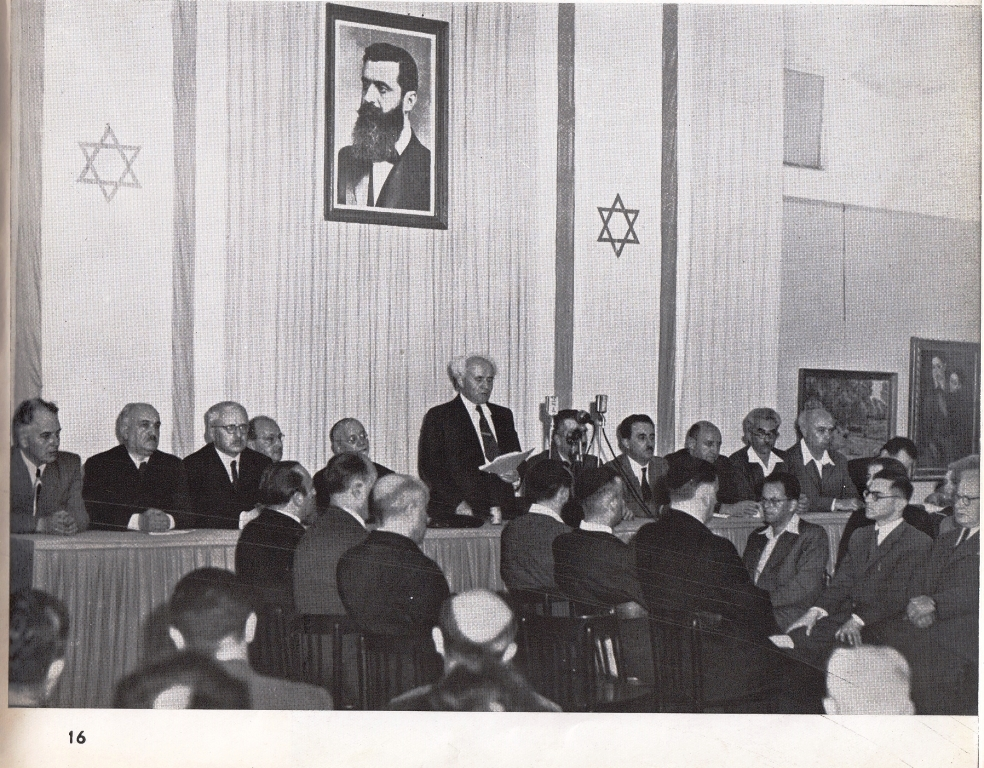
دافيد بن غوريون يعلن استقلال إسرائيل تحت صورة كبيرة لثيودور هرتزل.

في عام 1947، أوصت لجنة الأمم المتحدة الخاصة بفلسطين بتقسيم غرب فلسطين إلى دولة يهودية ودولة عربية وأرض تسيطر عليها الأمم المتحدة حول القدس. تم تبني خطة التقسيم هذه في 29 نوفمبر 1947، بقرار الجمعية العامة للأمم المتحدة رقم 181، و33 صوتًا لصالحه، و 13 ضده، وامتناع 10 عن التصويت. أدى التصويت إلى احتفالات في الجاليات اليهودية واحتجاجات في المجتمعات العربية في جميع أنحاء فلسطين. تصاعد العنف في جميع أنحاء البلاد، الذي كان سابقًا تمردًا عربيًا ويهوديًا ضد البريطانيين، والعنف الطائفي بين العرب واليهود، إلى1947-1949 حرب فلسطين. أدى الصراع إلى نزوح حوالي 711000 عربي فلسطيني، خارج أراضي فلسطين. وكان أكثر من ربعهم قد فروا بالفعل قبل إعلان الاستقلال الإسرائيلي وبدء الحرب. بعد اتفاقيات الهدنة لعام 1949، منعت سلسلة من القوانين التي أقرتها الحكومة الإسرائيلية الأولى الفلسطينيين المهجرين من المطالبة بممتلكاتهم الخاصة أو العودة إلى أراضي الدولة. هم والعديد من أحفادهم ما زالوا لاجئين تدعمهم الأونروا.
منذ إنشاء دولة إسرائيل، عملت المنظمة الصهيونية العالمية بشكل أساسي كمنظمة مكرسة لمساعدة وتشجيع اليهود على الهجرة إلى إسرائيل. لقد قدمت دعماً سياسياً لإسرائيل في دول أخرى لكنها تلعب دوراً ضئيلاً في السياسة الإسرائيلية الداخلية. كان النجاح الكبير للحركة منذ عام 1948 في توفير الدعم اللوجستي للمهاجرين واللاجئين اليهود، والأهم من ذلك، في مساعدة اليهود السوفييت في صراعهم مع السلطات بشأن الحق في مغادرة الاتحاد السوفيتي وممارسة شعائرهم الدينية بحرية، ونزوح جماعي. 850 ألف يهودي من العالم العربي، معظمهم من إسرائيل. في 1944-1945، وصف بن غوريون خطة المليون للمسؤولين الأجانب باعتبارهم «الهدف الأساسي والأولوية القصوى للحركة الصهيونية». قيود الهجرة الواردة في الكتاب الأبيض البريطاني لعام 1939 تعني أنه لا يمكن تنفيذ مثل هذه الخطة على نطاق واسع حتى إعلان الاستقلال الإسرائيلي في مايو 1948. وقد واجهت سياسة الهجرة في الدولة الجديدة بعض المعارضة داخل الحكومة الإسرائيلية الجديدة، مثل أولئك الذين جادلوا بأنه «لا يوجد مبرر لتنظيم هجرة واسعة النطاق بين اليهود الذين لم تكن حياتهم في خطر، لا سيما عندما لا تكون الرغبة والدافع تخصهم» وكذلك أولئك الذين جادلوا بأن عملية الاستيعاب تسبب في «مشقة لا داعي لها». ومع ذلك، فإن قوة تأثير بن غوريون وإصراره ضمنا تنفيذ سياسة الهجرة الخاصة به.

## الاتجاهات الصهيونية
تقسم المدارس الصهيونية كلها إلى فرقتين أساسيتين:- صهيونية استيطانية، وصهيونية تدعيمية.
والصهيونية الاستيطانية هي التي تهدف إلى تجميع اليهود وتوطينهم في فلسطين؛ أما الصهيونية التدعيمية فهي التي تهدف إلى تجنيد يهود العالم في أوطانهم المختلفة؛ لتحويلهم إلى جماعات ضغط تعمل من أجل الاستيطان والمستوطنين، وهي تهدف أيضاً إلى جمع العون المالي من يهود الشتات.
ولكل فريق صهيوني مؤسساته التي تحاول تحقيق أغراضه؛ فالصهيونية الاستيطانية كانت تعبر عن نفسها في مؤسسات مثل «الهستدروت» والمنظمات الحزبية الاستيطانية وحركة «الكيبوتس» والجماعات العسكرية المختلفة، مثل الهاغاناه وغيرها.
أما الصهيونية التدعيمية؛ فكانت تقوم أساساً بتكوين جمعيات مختلفة مثل «الجباية اليهودية الموحدة»، التي ترمي إلى جمع الأموال للمستوطنين، ولكن الفريقين كليهما يضمهما إطار تنظيمي واحد، هو «المنظمة الصهيونية العالمية/ الوكالة اليهودية».
ولعل هذه التسمية المزدوجة تشير إلى طبيعة الصهيونية المزاوجة، فالقسم الأول من التسمية يشير إلى الصهيونية التدعيمية، في حين يشير الجزء الثاني إلى الصهيونية الاستيطانية.
وتنتمي المدارس الصهيونية كلها، بغض النظر عن ارتباطاتها الأيديولوجية، إلى المنظمة الصهيونية العالمية، وتأخذ منها العون المالي؛ ما يدل على أن الخلافات شكلية، ولا تنصب على الجوهر في أية حال.
على أية حال يمكن الحديث عن اتجاهات مختلفة للصهيونية هي:

### الصهيونية الدينية

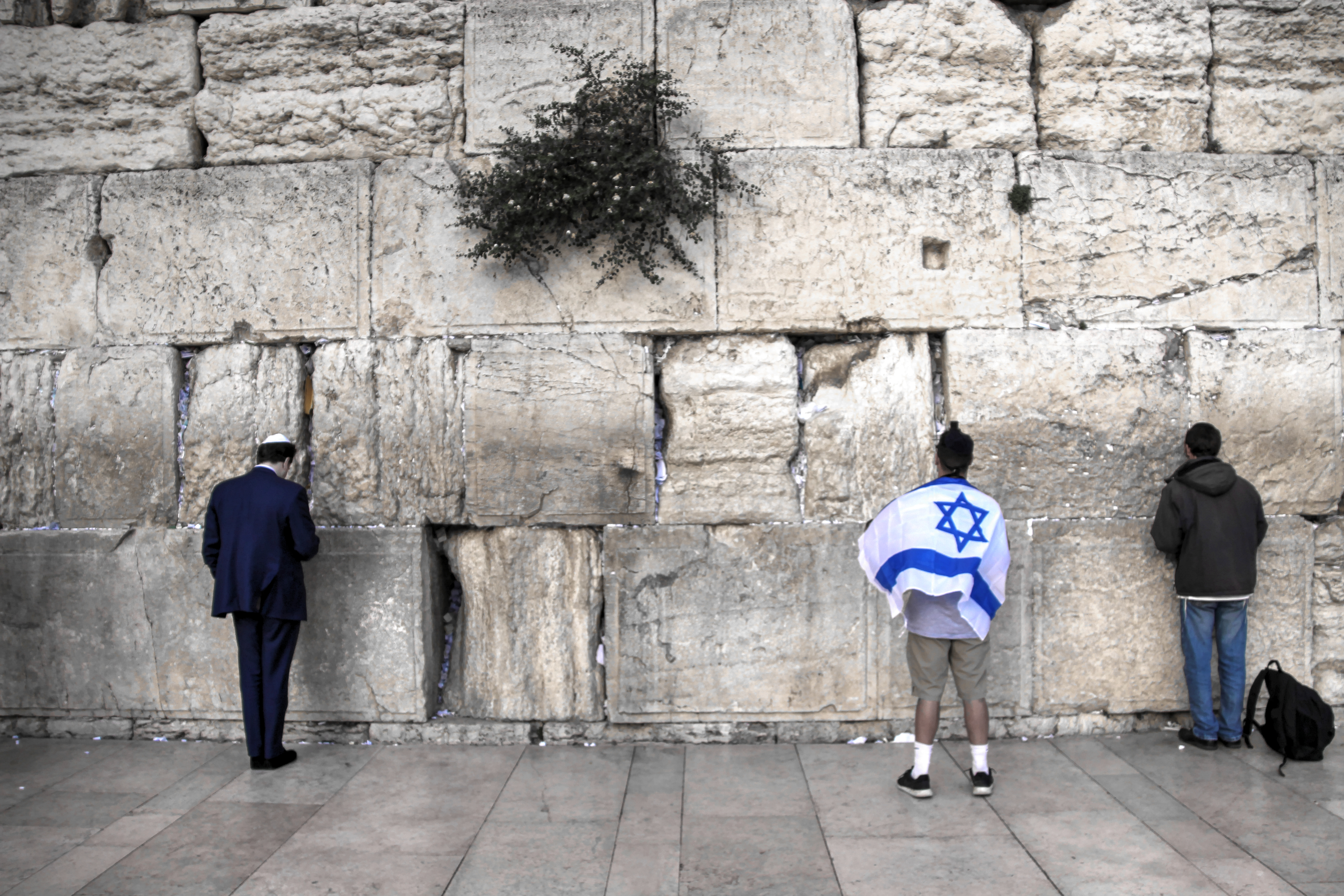
اليهود الإسرائيليون يصلون عند حائط المبكى (حائط البراق).

تقوم الصهيونية على أسس رئيسة، الإيمان بالإله الواحد وأن اليهود هم شعبه المختار والمسيح سوف يرسله الرب لتخليص شعبه والإنسانية بالإضافة إلى الإيمان بعودة اليهود إلى وطنهم الأصلي.
ويبني اليهود المتدينون آمال المستقبل من العبرة بالماضي، فهم يفسرون التوراة بأن الإسرائيليين القدماء أضاعوا الأرض المقدسة بسبب ارتكابهم المعاصي ضد الآخرين، وبسبب تخليهم عن إلههم الواحد من أجل آلهة أخرى فالصهيونية الدينية تختلف عن الصهيونية السياسية التي قرر رجالها في مؤتمر بازل سنة 1897 العودة إلى الأرض المقدسة، ولم ينتظروا المعجزة الإلهية، حيث أن الصهاينة المتدينين لا يرون في أي مؤتمر سياسي طريقاً للعودة.
وظهرت مواقف وأقوال متعددة من قبل اليهود، تشرح وجهة النظر الدينية الأرثوذكسية، كان من أولها عريضة بتسيبرغ الصادرة سنة 1885 التي جاء فيها "نحن لا نعتبر أنفسنا شعب بل جماعة دينية، ولذلك فنحن لا نتوقع عودة إلى فلسطين.

### الصهيونية الثقافية
الصهيونية الثقافية، أو الصهيونية الروحية، كما يطلق عليها أيضاً، تنبع فلسفتها في القومية اليهودية من أولوية التراث الثقافي والخلقي، واللغة العبرية، وعلى الرغم من الأهمية التي تعطيها لقضية تجميع اليهود في أرض الأجداد، فإنها ترفض، من أجل الحصول على الأرض، إدعاء الصهيونية السياسية بحجة معاداة السامية واستفحالها، أو بالأوضاع المتردية التي تحيط باليهود اقتصادياً وسياسياً، وعوضاً عن ذلك، فهي ترى أن أعظم تهديد لبقاء اليهود في العقد الأخير من القرن التاسع عشر خاصة، يكمن في الضعف الداخلي للمجتمعات اليهودية، وفي فقدانها أي إحساس بوحدتها، وفي تداعي إمساكها بالقيم التقليدية والمثاليات والآمال.

### الصهيونية العملية
اشتهرت الصهيونية العملية كمصطلح في تاريخ الحركة الصهيونية، وكحركة نشيطة ذات برنامج واحد، بعد صعود هيرتزل وصعود برنامجه السياسي معه، فالصهاينة العمليون كانوا يرون في النشاط الدبلوماسي اللاهث وراء وعود وضمانات دولية مضيعة للوقت، لذلك عارضوا هيرتزل، وحصروا جهودهم في تنمية المستعمرات داخل فلسطين، والعمل على زيادة الهجرة إليها، حتى تفرض سياسة الأمر الواقع نفسها. إلا أن هذا لا ينفي وجود بدايات، ولو متعثرة، للصهيونية العملية، تندرج في نشاطات الحركة التي عرفت باسم «أحباء صهيون».

### الصهيونية السياسية
اصطلاح يستخدم للتمييز بين البدايات الصهيونية مع جمعية «أحباء صهيون» التي كانت شبه ارتجالية تعتمد على صدقات أغنياء اليهود وبين صهيونية هيرتزل التي حولت المسألة اليهودية إلى مشكلة سياسية، وخلقت حركة منظمة محددة الأهداف والوسائل.
وتعتبر الدعوات الفكرية التي أطلقها رواد الصهيونية، ولاسيما بنسكر، حجر الأساس في قيام الصهيونية السياسية التي أطلقها هيرتزل سنة 1897، وبمعنى آخر، فالصهيونية السياسية كانت قائمة، لكن في عالم النظريات، حتى جاء هيرتزل وحولها إلى حركة سياسية.
وهناك من يكتفي بالإشارة إلى الصهيونية السياسية بالصهيونية فقط، غير أن نعتها بالسياسية قد نجم عن معارضة الصهاينة العمليين والثقافيين لهيرتزل، مما أدى إلى تمييز دعوته ونهجه على أساس كونها «الصهيونية السياسية» أو «الصهيونية الدبلوماسية».

### الصهيونية العمالية
يركز الصهاينة العماليون أو الاشتراكيون على الجانب الاقتصادي والاجتماعي في وضع اليهود الناتج عن فقدان القدرة على الاندماج، لا على الجانب الديني من المسألة اليهودية. ولعل أهم تيارات المدرسة الصهيونية العمالية هي مدرسة غوردون التي ركزت على فكرة اقتحام الأرض والعمل كوسيلة من وسائل التخلص من عقد المنفى ووسيلة عملية لغزو الأرض وصهر القومية اليهودية الجديدة.

### الصهيونية الليبرالية
كانت الصهيونية العامة (أو الصهيونية الليبرالية) في البداية الاتجاه السائد داخل الحركة الصهيونية من المؤتمر الصهيوني الأول في عام 1897 حتى ما بعد الحرب العالمية الأولى. تماثل جنرال الصهاينة مع الطبقة الوسطى الأوروبية الليبرالية التي كان يتطلع إليها العديد من القادة الصهاينة مثل هرتزل وحاييم وايزمان. لا تزال الصهيونية الليبرالية، على الرغم من عدم ارتباطها بأي حزب بمفرده في إسرائيل الحديثة، اتجاهًا قويًا في السياسة الإسرائيلية يدعو إلى مبادئ السوق الحرة والديمقراطية والالتزام بحقوق الإنسان. كان ذراعهم السياسي أحد أسلاف الليكود الحديث. كديما، الحزب الوسطي الرئيسي خلال العقد الأول من القرن الحالي والذي انشق عن الليكود وأصبح الآن منحلًا، ومع ذلك، فقد تعامل مع العديد من السياسات الأساسية للأيديولوجية الصهيونية الليبرالية، ودافع من بين أمور أخرى عن الحاجة إلى إقامة دولة فلسطينية من أجل تشكيل مجتمع أكثر ديمقراطية في إسرائيل، وتؤكد على السوق الحرة، وتطالب بحقوق متساوية للمواطنين العرب في إسرائيل. في عام 2013، اقترح آري شافيت أن نجاح حزب يش عتيد الجديد آنذاك (الذي يمثل مصالح الطبقة الوسطى العلمانية) يجسد نجاح «الجنرال الصهاينة الجدد».
كتب درور زيغرمان أن المواقف التقليدية للصهاينة العامين - «المواقف الليبرالية القائمة على العدالة الاجتماعية، حول القانون والنظام، حول التعددية في شؤون الدولة والدين، والاعتدال والمرونة في مجال السياسة الخارجية والأمن» - لا تزال مفضلة من قبل الدوائر والتيارات الهامة داخل بعض الأحزاب السياسية النشطة.
يصف الفيلسوف كارلو سترينجر نسخة حديثة من الصهيونية الليبرالية (تدعم رؤيته لـ «دولة المعرفة إسرائيل»)، المتجذرة في الأيديولوجية الأصلية لهرتزل وأحد هعام، والتي تتناقض مع كل من القومية الرومانسية لليمين. وNetzah Yisrael للحريديين. يتميز بالاهتمام بالقيم الديمقراطية وحقوق الإنسان، وحرية انتقاد سياسات الحكومة دون اتهامات بعدم الولاء، ورفض التأثير الديني المفرط في الحياة العامة. «الصهيونية الليبرالية تحتفل بالسمات الأكثر أصالة للتقاليد اليهودية: الاستعداد للنقاش القاطع ؛ روح دافكا المتناقضة؛ رفض الانصياع للسلطوية». يرى الصهاينة الليبراليون أن «التاريخ اليهودي يظهر أن اليهود يحتاجون ويحق لهم أن تكون لهم دولة قومية خاصة بهم. لكنهم يعتقدون أيضًا أن هذه الدولة يجب أن تكون ديمقراطية ليبرالية، مما يعني أنه يجب أن تكون هناك مساواة تامة أمام القانون بغض النظر عن الدين أو العرق أو الجنس».

### الصهيونية التحريفية
طور الصهاينة التعديليون، بقيادة زئيف جابوتنسكي، ما أصبح يعرف بالصهيونية القومية، والتي تم تحديد مبادئها التوجيهية في مقال عام 1923 بعنوان «الجدار الحديدي». في عام 1935، غادر التحريفيون المنظمة الصهيونية العالمية لأنها رفضت القول بأن إنشاء دولة يهودية كان هدفًا للصهيونية.

يعتقد جابوتنسكي أن،
الصهيونية مغامرة استعمارية، وبالتالي فهي تصمد أو تسقط في سياق مسألة القوة المسلحة. من المهم البناء، من المهم التحدث بالعبرية، ولكن، للأسف، من المهم للغاية أن تكون قادرًا على إطلاق النار - وإلا سأنتهي باللعب في الاستعمار. 
وذلك
على الرغم من أن اليهود نشأوا في الشرق، إلا أنهم ينتمون إلى الغرب ثقافيًا وأخلاقيًا وروحيًا. لم تصور جابوتنسكي الصهيونية على أنها عودة لليهود إلى وطنهم الروحي، ولكن كفرع أو غرس للحضارة الغربية في الشرق. تُرجمت هذه النظرة إلى مفهوم جيوستراتيجي حيث كانت الصهيونية متحالفة بشكل دائم مع الاستعمار الأوروبي ضد كل العرب في شرق البحر الأبيض المتوسط. 
دعا التحريفيون إلى تشكيل جيش يهودي في فلسطين لإجبار السكان العرب على قبول الهجرة اليهودية الجماعية.
طور أنصار الصهيونية التعديلية حزب الليكود في إسرائيل، الذي سيطر على معظم الحكومات منذ عام 1977. وهو يؤيد الحفاظ على سيطرة إسرائيل على الضفة الغربية، بما في ذلك القدس الشرقية، ويتبع نهجًا متشددًا في الصراع العربي الإسرائيلي. في عام 2005، انقسم حزب الليكود حول قضية إقامة دولة فلسطينية في الأراضي المحتلة. ساعد أعضاء الحزب الذين دافعوا عن محادثات السلام في تشكيل حزب كاديما.

## الصهيونية والعالم
صدر قرار الجمعية العامة للأمم المتحدة رقم 3379، الذي اعتمد في 10 نوفمبر 1975 بتصويت 72 دولة بنعم مقابل 35 بلا (وامتناع 32 عضوًا عن التصويت)، يحدد القرار «أن الصهيونية هي شكل من أشكال العنصرية والتمييز العنصري». وطالب القرار جميع دول العالم بمقاومة الأيديولوجية الصهيونية التي حسب القرار تشكل خطرًا على الأمن والسلم العالميين. وكثيرًا ما يستشهد بهذا القرار في المناقشات المتعلقة بالصهيونية والعنصرية.
لكن ألغي هذا القرار بموجب القرار 46/86 يوم 16 ديسمبر، 1991. إذ اشترطت إسرائيل إلغاء القرار 3379 لقبولها المشاركة في مؤتمر مدريد 1991.

### الصهيونية والعرب
أيقن الصهاينة منذ البداية أن سكّان فلسطين الأصليين (العرب) الفلسطينيين سيرفضون التخلي الطوعي عن الأرض وهم لذلك ومنذ بداية وجودهم على الأرض الفلسطينية عملوا بكل طاقتهم للقضاء على مقاومة أهل الأرض ومن المهم التأكيد على التناغم مع الاستعمار البريطاني صاحب المشروع ومركزه وهما قاما لهذا بقمع أي محاولة تعبير عن النفس والمطالبة بالحقوق مما ولد مقاومة شعبية عرفت أشكالاً متعددة من النضال للتخلص من المشروع الاستيطاني الاحتلالي فكانت منها ثورة فلسطين 1936 الشعبية التي قوبلت بوحشية وأصبحت لاحقاً نموذج التعامل العنصري المستمر ضد الشعب العربي الفلسطيني وهو ما مكن الحركة الصهيونية لاحقاً بدعم منقطع النظير من المركز الإمبريالي البريطاني (ولاحقاً الأمريكي) من إرهاب أهل الأرض، وأدى لتراجع مقاومتهم محدودة الدعم ومهد للاغتصاب الكبير في 1948 كما قامت إسرائيل بمشاركة كل من بريطانيا وفرنسا في العدوان الثلاثي علي مصر عام 1956، كما قامت عام 1967 باحتلال باقي الأراضي الفلسطينية وهضبة الجولان في سوريا وسيناء في مصر، وقامت بارتكاب جرائم حرب في كل من فلسطين المحتلة ومصر كمجزرة دير ياسين.
وحتى الآن لم ينته الصراع العربي الإسرائيلي حيث قامت إسرائيل بحرب على لبنان عام 2006 وبحرب على غزة في 2008 وحرب عامود السحاب كما سمتها إسرائيل أو السماء الزرقاء كما سمتها فصائل المقاومة الفلسطينية عام 2012.

### الصهيونية وإسرائيل

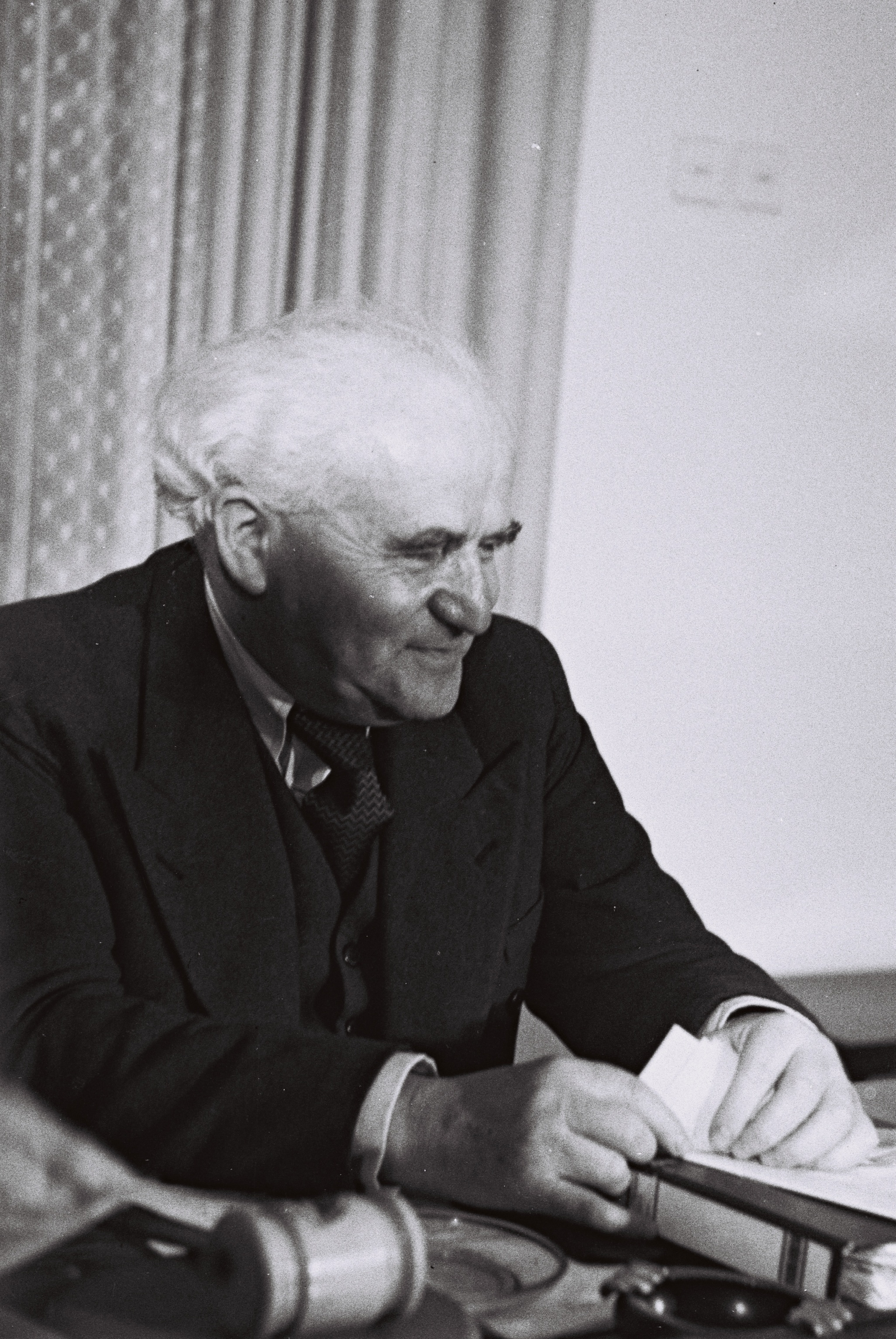
دافيد بن غوريون

بعد هزيمة وتفكك الدولة العثمانية في عام 1918 وفرض الانتداب البريطاني على فلسطين من قبل عصبة الأمم في عام 1922، سارت الحركة الصهيونية مساراً جديداُ نتيجة تغير أطراف المعادلة وكثفت الجهود في إنشاء كيان صهيوني في فلسطين وتأسيس البنى التحتية للدولة المزمع قيامها، وقامت المنظمات الصهيونية بجمع الأموال اللازمة لهذه مهمة وكذلك بالضغط على الإنجليز كي لايسعوا في منح الفلسطينيين استقلالهم.
لقد شهدت حقبة العشرينيات من القرن الماضي زيادة ملحوظة في أعداد الصهاينة المتواجدين في فلسطين وبداية تكوين بنى تحتية يهودية ولاقت في نفس الجانب مقاومة من الجانب العربي في مسألة المهاجرين الصهاينة.
تزايدت المعارضة اليهودية للمشروع الصهيوني من قبل اليهود البارزين في شتّى أنحاء العالم بحجة أن باستطاعة اليهود التعايش في المجتمعات الغربية بشكل مساوي للمواطنين الأصليين لتلك البلدان وخير مثال لهذه المقولة هو «ألبرت أينيشتاين». ولكن في عام 1933 وبعد صعود أدولف هتلر للحكم في ألمانيا، سرعان ما رجع اليهود في معارضتهم للمشروع الصهيوني وأيدوه وزادت هجرتهم إلى فلسطين لا سيما أن الولايات الأمريكية المتحدة قد أوصدت أبواب الهجرة في وجوه المهاجرين اليهود، ونتيجة لكثرة المهاجرين الصهاينة إلى فلسطين، زاد مقدار الغضب والامتعاض العربي من ظاهرة الهجرة المنظمة. وفي عام 1936، بلغ الامتعاض العربي أوجه وثار عرب فلسطين، فقامت السلطات الإنجليزية في فلسطين بالدعوة إلى إيقاف الهجرة اليهودية.
واجه الصهاينة الثورة العربية بتأسيس ميليشيات صهيونية بهدف القضاء على مقاومة السكان العرب الأصيلين في الأرض (ويجب الإشارة إلى أن المجتمع العرب في فلسطين يتألف من تنوع يعود للكنعانيين وسواهم من سكان البلاد التاريخيين والذين يعود وجودهم لما قبل المرور العابر «غير المثبت تاريخياً» للعبرانيين) ومن أهم المنظمات الهاغاناه والأرغون.
مع بداية أحداث الحرب العالمية الثانية، قرر الطرفان المتنازعان تكثيف الجهود في وجه هتلر النازي عوضاً عن ضرب الإنجليز.
قضى النازيون خلال الحرب العالمية الثانية على ما يقرب من 6 ملايين يهودي، كما خلّفت الحرب مئات الآلاف من اليهود المشردين في أنحاء العالم وليس في نيتهم العودة إلى بلادهم الأصلية التي سلمتهم لقمة سائغة لهتلر ومن جانب آخر سعت المراكز الاستعمارية للاستمرار بمشروعها في بناء معسكر لليهود في قلب الوطن العربي وتحديداً بعد التحول الحاصل لديها واستنتاجها كضرورة للانسحاب من الكثير من مستعمراتها في العالم وتحديداً تحت ضغط تنامي الشعور القومي بالمستعمرات وظهور الاتحاد السوفيتي القوي القادر على دعم نضالاتها الاستقلالية وهو ماغطته بدعوى إعلامية من وزن الشعور بالذنب نتيجة تقاعسها عن دحر القوات النازية حين نشأتها وترك هذه الدول هتلر يعيث في أوروبا الفساد، وهو المشروع الذي ورثته الإمبراطورية الأمريكية الصاعدة عن المركز البريطاني المتهالك بعد الحرب. وكان من أبرز الداعين لهذا الدور الرئيس الأمريكي هاري ترومان الذي بدوره ضغط على هيئة الأمم المتحدة لتعترف بدولة إسرائيل على تراب فلسطين خصوصاً أن بريطانيا كانت في أمس الحاجة للخروج من فلسطين والتخلص من الصهاينة في أوروبا وباقي أنحاء العالم.
أعلنت القوات البريطانية نيتها الانسحاب من فلسطين في عام 1947، وفي 29 نوفمبر من نفس العام أعلنت الجمعية العامة عن تقسيم فلسطين لتصبح فلسطين دولتين، الأولى عربية والثانية يهودية وذلك لتهجير الصهاينة من أوروبا وباقي أنحاء العالم إلى فلسطين. اندلع القتال بين العرب والصهاينة، وفي 14 مايو 1948 أعلن قادة الدولة اليهودية قيام دولة إسرائيل. ولقد شكّل الإعلان نقطة تحول في تاريخ المنظمة الصهيونية حيث إن أحد أهم أهداف المنظمة قد تحقق بقيام دولة إسرائيل وأخذت مجموعات الميليشيات الصهيونية منحى آخر وأعادت ترتيب أوراقها وشكلت من الميليشيات «قوة دفاع إسرائيل». وكان حال السواد الأعظم من العرب الفلسطينيين إمّا الهرب إلى البلدان العربية المجاورة وإمّا الطُرد من قبل قوات الاحتلال الصهيونية، وفي كلتا الحالتين، أصبح السكان اليهود هم الأغلبية مقارنة بالعرب الأصليين وأصبحت الحدود الرسمية لإسرائيل تلك التي أعلن عن وقف إطلاق النار عندها حتى عام 1967.
في عام 1950، أعلن الكنيست الإسرائيلي الحق لكل يهودي غير موجود في إسرائيل أن يستوطن الوطن الجديد، وبهذا الإعلان، تدفق اللاجئين اليهود من أوروبا وبقية البلدان العربية.

### الحركة الصهيونية وقضية فلسطين
تهدف الحركة الصهيونية العالمية إلى تجميع يهود العالم وإقامة دولة يهودية في فلسطين.. تكون في خدمة الأستعمار العالمي.. ومن أجل فصل المشرق العربي عن مغربه.
ومن مراحل الأستيطان اليهودي في فلسطين:
1: الاستيطان غير المنظم: كانت عبارة عن جهود فردية بالإضافة إلى جهود بعض الجمعيات اليهودية مثل: الاتحاد الإسرائيلي العالمي ومقرة باريس / والاتحاد الإنجليزي ومقرة لندن. وتم في هذه المرحلة تأسيس مستعمرات مثل: مستعمرة مكفا إسرائيل / ومستعمرة بتاح تكفا وتعني باب الأمل.
2: الاستيطان المنظم: عملت الحركة الصهيونية على إيجاد الأجهزة والأدوات اللازمة لتحقيق ذلك مثل: الصندوق القومي اليهودي الذي يهدف إلى شراء الأراضي في فلسطين وكذلك الوكالة اليهودية التي تعنى بإسكان المهاجرين اليهود وتوطينهم المستعمرات وكذلك الصندوق التأسيسي اليهودي الذي يقدم الخدمات العامة للمستوطنين.
البدايات الأولى للقضية الفلسطينية
عندما ظهرت الأفكار القومية في أوروبا بادر اليهود إلى اعتناق هذه الأفكار وتأسيس حركة قومية على أساس ديني ثقافي عرفت باسم الحركة الصهيونية وقد تحولت الحركة الصهيونية من شكلها الديني إلى الشكل السياسي، ومن أبرز أهدافها حشد اليهود في جميع أنحاء العالم بشتى السبل لتوطينهم في فلسطين.
إدعاءات اليهود في فلسطين
يقول اليهود بأن لهم حقا تاريخيا في إقامة موطن لهم في فلسطين إذ ينسب أنفسهم إلى سكان مملكتي إسرائيل ويهوذا التين كانتا موجودتين في فلسطين منذ القرن التاسع قبل الميلاد ولمدة 250 عاما تقريبا، ثم بقيت مملكة يهوذا وحدها حتى القرن الأول للميلاد. وتعتبر فلسطين، أو باسمها بالعبرية «أيرتس إسرائيل» أرض الميعاد في التراث اليهودي.
أول مؤتمر صهيوني
عقد أول مؤتمر صهيوني لتثبيت حق اليهود بإقامة موطن لهم في مدينة بازل بسويسرا عام 1897م وكان من أبرز قرارتها
- إقامة وطن قومي لليهود في فلسطين والحصول على ضمانات دولية لذلك
- تشجيع الهجرة اليهودية إلى فلسطين
- تنظيم اليهود وربطهم بالحركة الصهيونية من خلال مؤسسات مثل الاتحاد الصهيوني العالمي.
- تأسيس صندوق قومي لجمع المال[50]

وعد بلفور

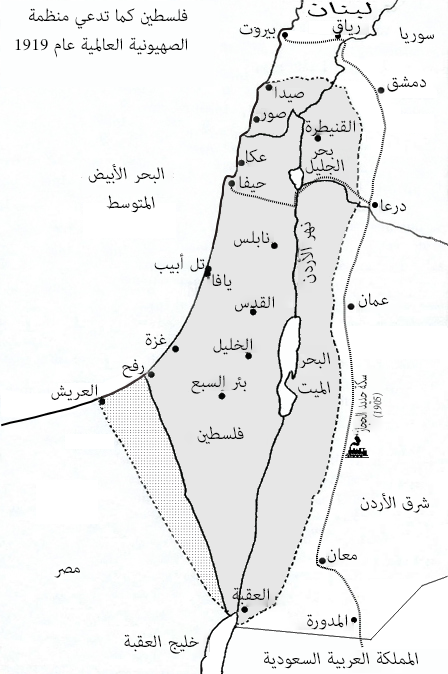
فلسطين كما ادعت المنظمة الصهيونية العالمية عام 1919 في مؤتمر باريس للسلام.

في 1917 احتلت بريطانيا فلسطين من الدولة العثمانية، في 1917 احتلت القوات البريطانية المتجهة من مصر جنوبي بلاد الشام من الدولة العثمانية، وفرضت عليها حكما عسكريا. في 9 ديسمبر 1917 دخل قائد القوات البريطانية الجنرال أدموند أللنبي مدينة القدس، مما أثار مشاعر الابتهاج في أوروبا إذ وقعت القدس تحت السيطرة المسيحية لأول مرة منذ أكتوبر 1187. كانت بريطانيا وفرنسا قد اتفقت على تقسيم بلاد الشام بينهما في اتفاقية سرية في 16 مايو 1916. في هذه الاتفاقية وعد الجانبين جعل منطقة فلسطين (من بئر السبع جنوبا إلى عكا شمالا تقريبا) منطقة دولية، ولكن بعد انتهاء الحرب ندمت بريطانيا على هذا المبدأ من الاتفاقية إذ أرادت إنشاء معبر متواصل بين الخليج العربي وميناء حيفا.
في أبريل 1920 اجتمع مندوبي «دول الاتفاق» المنتصرة في الحرب العالمية الأولى في مدينة سان ريمو الإيطالية، بما يسمى مؤتمر سان ريمو، ليقرروا الشكل النهائي لتقسيم الأراضي المحتلة من الدولة العثمانية. في هذا المؤتمر اتفقت الجوانب على منح منطقة فلسطين لبريطانيا رغم المتفق عليه سابقا.
كان التعامل التجاري في هذا المنطقة يتم بالجنيه المصري في بداية الانتداب، لكنه سرعان ما تم تشكيل مجلس يعمل عمل البنك المركزي في إصدار العمل المحلية سمي بمجلس فلسطين للنقد، والذي بدوره قام بإصدار أول عملة فلسطينية عام 1927 وهي الجنيه الفلسطيني. والذي اعتمد في جميع أرجاء فلسطين حتى مطلع الخمسينات، بما في ذلك شرق الأردن التي كانت اراضيها جزءا لا يتجزأ من الأراضي الفلسطينية وتعرف بصحراء فلسطين[بحاجة لمصدر] والتي سرعان ما نالت استقلالها عن بريطانيا وخروجها من دائرة الانتداب في عام 1946 حيث تم إعلان المملكة الأردنية الهاشمية وعاصمتها عمّان، وكان هذا قبل عامين فقط من خروج آخر جندي بريطاني من القدس وإعلان اليهود قيام دولة إسرائيل على أرض فلسطين - أو ما يصطلح عليه بالنكبة.

## دعم غير يهودي للصهيونية
لاقت الصهيونية دعمًا واضحًا من جهات كثيرة ابرزها الملكة فكتوريا، نابليون  الملك ادوارد السابع والرئيس الأمريكي جون آدامز والجنوب أفريقي جون سموتس والفيلسوف الإيطالي بينيدتو كروتشه وجان هنري دونانت الذي كان له الدور في تاسيس الصليب الأحمر وفريتيوف نانسين ووفقا لتشارلز ميركلي من جامعة كارلتون، فان الصهيونية المسيحية تعاظمت كثيرًا بعد حرب الأيام الستة في عام 1967.
الدعم السياسي لعودة اليهود إلى أرض إسرائيل يسبق التنظيم الرسمي للصهيونية اليهودية كحركة سياسية. في القرن التاسع عشر، كان المدافعون عن عودة اليهود إلى الأرض المقدسة يُطلق عليهم اسم المرممون. كانت عودة اليهود إلى الأراضي المقدسة مدعومة على نطاق واسع من قبل شخصيات بارزة مثل الملكة فيكتوريا ونابليون بونابرت، الملك إدوارد السابع، ورئيس الولايات المتحدة جون آدامز، والجنرال سموتس من جنوب إفريقيا، ورئيس تشيكوسلوفاكيا ماساريك، والفيلسوف والمؤرخ بينيديتو كروتشي من إيطاليا، هنري دونان (مؤسس الصليب الأحمر ومؤلف اتفاقيات جنيف)، والعالم الإنساني فريدجوف نانسن من النرويج. [ بحاجة لمصدر ]
التزمت الحكومة الفرنسية، من خلال الوزير م. كامبون، رسمياً بـ «... نهضة القومية اليهودية في تلك الأرض التي نُفي منها شعب إسرائيل منذ قرون عديدة».
في الصين، أعربت شخصيات بارزة في الحكومة القومية، بما في ذلك سون يات صن، عن تعاطفها مع تطلعات الشعب اليهودي إلى وطن قومي.

### المسيحية الصهيونية

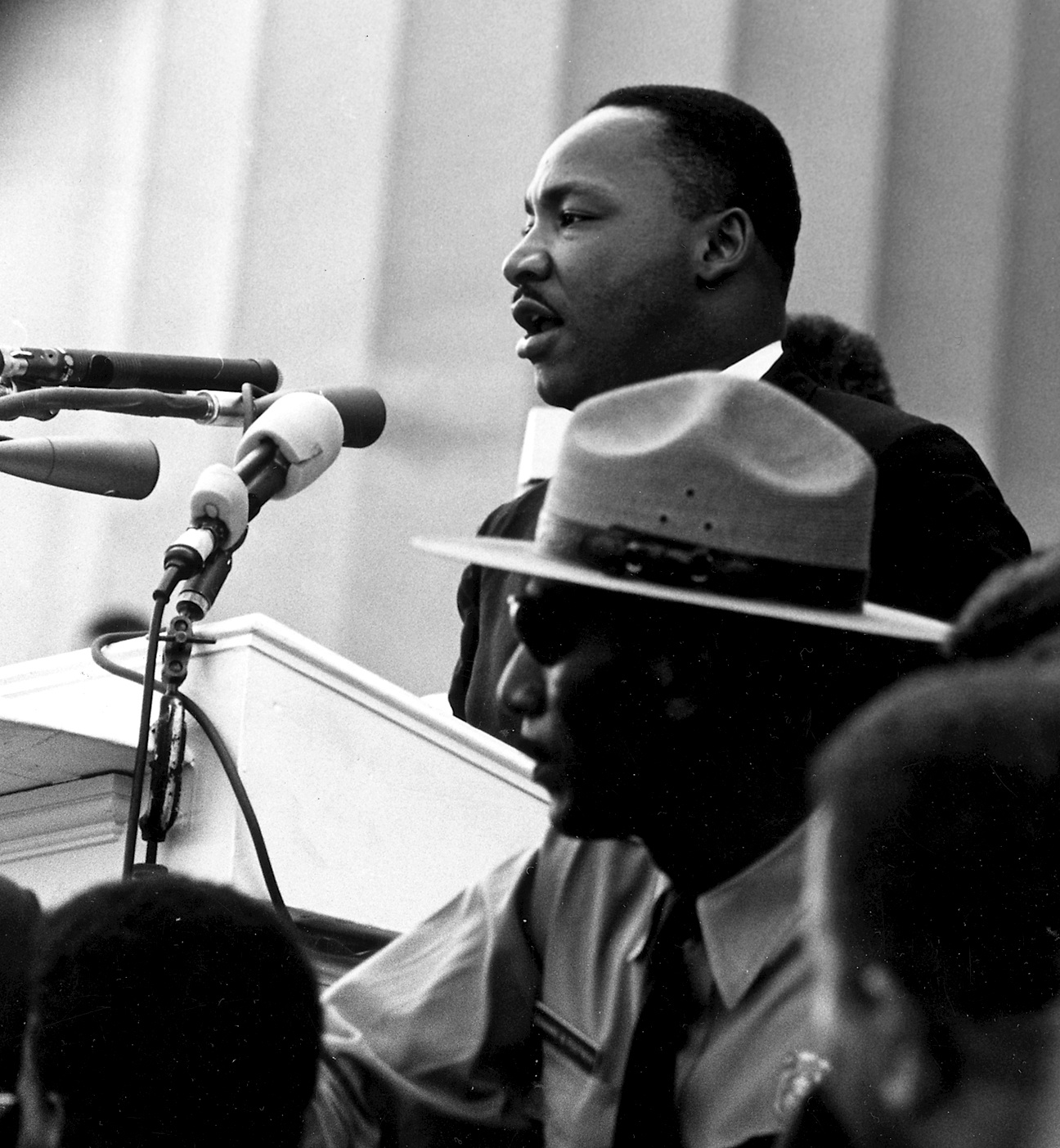
كان مارتن لوثر كينغ جونيور من أبرز المؤيدين المسيحيين لإسرائيل والصهيونية.

دعم بعض المسيحيين بنشاط عودة اليهود إلى فلسطين حتى قبل صعود الصهيونية، وكذلك لاحقًا. تقترح أنيتا شابيرا، أستاذة التاريخ الفخري بجامعة تل أبيب، أن دعاة الترميم المسيحيين الإنجيليين في الأربعينيات من القرن التاسع عشر «نقلوا هذه الفكرة إلى الدوائر اليهودية». انتشر توقع المسيحيين الإنجيليين والضغط السياسي داخل المملكة المتحدة من أجل الاستعادة في عشرينيات القرن التاسع عشر وكان شائعًا مسبقًا. كان من الشائع بين المتشددون أن يتوقعوا ويصليوا كثيرًا من أجل عودة اليهود إلى وطنهم.
كان جون نيلسون داربي أحد المعلمين البروتستانت الرئيسيين الذين روجوا لعقيدة الكتاب المقدس بأن اليهود سيعودون إلى وطنهم القومي. يعود الفضل إلى مذهبه في التدبيرية في الترويج للصهيونية، بعد 11 محاضرة ألقاها حول آمال الكنيسة واليهود والأمميين في جنيف وأندرو بونار وروبرت موراي مشيين [ وجي سي رايل كانوا من بين عدد من المؤيدين البارزين لكل من أهمية وأهمية عودة يهودية، الذين لم يكونوا من دعاة العقيدة التدبيرية. تم تبني الآراء المؤيدة للصهيونية من قبل العديد من الإنجيليين وأثرت أيضًا على السياسة الخارجية الدولية.
أصر الإيديولوجي الأرثوذكسي الروسي هيبوليتوس لوتوستانسكي، المعروف أيضًا باسم مؤلف العديد من المساحات المعادية للسامية، في عام 1911 على أنه يجب «مساعدة» اليهود الروس على الانتقال إلى فلسطين «لأن مكانهم الشرعي هو مملكتهم السابقة في فلسطين».
من بين الداعمين الأوائل للصهيونية رئيس الوزراء البريطاني ديفيد لويد جورج وآرثر بلفور، والرئيس الأمريكي وودرو ويلسون واللواء البريطاني أورد وينجيت، الذين أدت أنشطتهم في دعم الصهيونية إلى قيام الجيش البريطاني بمنعه من الخدمة في فلسطين. وفقًا لتشارلز ميركلي من جامعة كارلتون، تعززت الصهيونية المسيحية كثيرًا بعد حرب الأيام الستة عام 1967، والعديد من المسيحيين الإنجيليين التدبيريين وغير التدبيريين، وخاصة المسيحيين في الولايات المتحدة، يدعمون الصهيونية الآن بقوة. [ بحاجة لمصدر ]
كان مارتن لوثر كينغ جونيور من أشد المؤيدين لإسرائيل والصهيونية، على الرغم من أن الرسالة إلى صديق مناهض للصهيونية هي عمل منسوب إليه زوراً.
في السنوات الأخيرة من حياته، أعلن مؤسس حركة قديس اليوم الأخير، جوزيف سميث، أن «وقت عودة اليهود إلى أرض إسرائيل هو الآن». في عام 1842، أرسل سميث أورسون هايد، أحد حواري كنيسة يسوع المسيح لقديسي الأيام الأخيرة، إلى القدس لتكريس الأرض لعودة اليهود.
من بين العرب الذين يدعمون إسرائيل علناً، المؤلفة الأمريكية المسيحية (مسلمة سابقا) نوني درويش، والمسلم السابق مجدي علام، مؤلف كتاب Viva Israele، ولدا في مصر. بريجيت غابرييل، صحفية أمريكية مسيحية لبنانية المولد ومؤسسة الكونجرس الأمريكي من أجل الحقيقة، تحث الأمريكيين على «التحدث بلا خوف دفاعًا عن أمريكا وإسرائيل والحضارة الغربية».

### الصهيونية الإسلامية
من بين المسلمين الذين دافعوا علنًا عن الصهيونية توفيق حميد، المفكر والمصلح الإسلامي كان سابقًا عضو في الجماعة الإسلامية، وهي جماعة إسلامية متشددة صُنِّفَت على أنها منظمة إرهابية من قبل الولايات المتحدة والاتحاد الأوروبي.
مدير المعهد الثقافي للجالية الإسلامية الإيطالية الشيخ البروفيسور عبد الهادي بالاتسي. وتشبيه السيد الباحث والصحفي والمؤلف الباكستاني-الأمريكي.
في بعض الأحيان، أعرب بعض المسلمين غير العرب مثل بعض الأكراد والبربر عن دعمهم للصهيونية.
بينما يُعرّف معظم الدروز الإسرائيليين بأنهم عرب إثنيًا، اليوم، ينتمي عشرات الآلاف من الدروز الإسرائيليين إلى الحركات «الدرزية الصهيونية».
في عهد الانتداب على فلسطين، رفض الباحث المسلم (عالم) من منطقة عكا أسعد الشقيري ووالد مؤسس منظمة التحرير الفلسطينية أحمد الشقيري قيم الحركة الوطنية العربية الفلسطينية وعارض الحركة المناهضة للصهيونية.. التقى بشكل روتيني بالمسؤولين الصهاينة وكان له دور في كل منظمة عربية مؤيدة للصهيونية منذ بداية الانتداب البريطاني، ورفض علنًا استخدام محمد أمين الحسيني للإسلام لمهاجمة الصهيونية.
كما أعرب بعض المسلمين الهنود عن معارضتهم لمناهضة الإسلام للصهيونية. في آب / أغسطس 2007، قام وفد من منظمة عموم الهند للأئمة والمساجد بقيادة رئيسها مولانا جميل إلياس بزيارة إسرائيل. وأدى الاجتماع إلى بيان مشترك يعبر عن «السلام وحسن النية من المسلمين الهنود»، وتطوير الحوار بين المسلمين الهنود واليهود الإسرائيليين، ورفض التصور بأن الصراع الإسرائيلي الفلسطيني له طابع ديني. الزيارة نظمتها اللجنة اليهودية الأمريكية. كان الغرض من الزيارة هو تعزيز النقاش الهادف حول وضع إسرائيل في نظر المسلمين في جميع أنحاء العالم وتقوية العلاقة بين الهند وإسرائيل. يقترح أن الزيارة يمكن أن «تفتح عقول المسلمين في جميع أنحاء العالم لفهم الطبيعة الديمقراطية لدولة إسرائيل، وخاصة في الشرق الأوسط».

### الدعم الهندوسي للصهيونية
بعد قيام دولة إسرائيل عام 1948، عارضت حكومة المؤتمر الوطني الهندي الصهيونية. زعم بعض الكتاب أن هذا تم من أجل الحصول على المزيد من أصوات المسلمين في الهند (حيث كان عدد المسلمين في ذلك الوقت أكثر من 30 مليونًا). كانت الصهيونية، التي يُنظر إليها على أنها حركة تحرير وطنية لإعادة الشعب اليهودي إلى وطنهم تحت الحكم الاستعماري البريطاني، مناشدة للعديد من القوميين الهندوس، الذين اعتبروا نضالهم من أجل الاستقلال عن الحكم البريطاني وتقسيم الهند بمثابة تحرر وطني من أجل الهندوس المضطهدين لفترة طويلة.
أظهر استطلاع للرأي الدولي أن الهند هي الدولة الأكثر تأييدًا لإسرائيل في العالم. الأوقات الحالية، تميل الأحزاب والمنظمات الهندية المحافظة إلى دعم الصهيونية. اللوبي ".

## معاداة الصهيونية
تعد معظم الدول الإسلامية والعربية وحركة حماس وحركة الجهاد الإسلامي في فلسطين والجبهة الشعبية لتحرير فلسطين والجبهة الديمقراطية لتحرير فلسطين في فلسطين من أبرز المعادين للصهيونية وتختلف معاداة الصهيونية عن معاداة اليهود أو السامية فالمعاداة للحركة الصهيونية هي معاداة قيام وطن قومي يهودي على أرض فلسطين، وبعد أن قامت دولة إسرائيل سنة 1948 شنت دول عربية عدة حروب عليها وفشلت في تحقيق ذلك. وفي الوقت الحاضر ترفض عدد من الدول في العالم الصهيونية وأشكال الاعتراف بها من التطبيع والعلاقات الاقتصادية.

## مؤسسات صهيونية
- | جزء من سلسلة مقالات حول    |
| إسرائيل                    |
|                            |
| الجغرافيا                  |
| التاريخ                    |
| الصراع العربي الإسرائيلي   |
| القانون والسياسة           |
| قوات الأمن الإسرائيلية     |
| اقتصاد                     |
| التركيبة السكانية والثقافة |
| بوابة إسرائيل              |
| ع ن ت                      |هستدروت تأسس في ديسمبر عام 1920 أي في عهد الانتداب. وقد عقد الهستدروت مؤتمره التأسيسي في مدينة حيفا في ديسمبر 1920 وأعلن رسميا عن تشكيله. وقد أكدت القرارات والكلمات التي ألقيت في المؤتمر الدور الصهيوني للهستدروت، وجاء في مقدمة هذه القرارات أن هدف الاتحاد الموحد لجميع العمال والفلاحين الذين يعيشون بعرق جبينهم دون استغلال جهود الآخرين أن يسير قدما في عملية استيطان الأرض، وأن يقحم نفسه في كل المسائل الاقتصادية والثقافية التي تمس العمل في فلسطين، وأن يبني مجتمعا يهوديا هناك [53]
- الوكالة اليهودية، وهو عبارة عن الجهاز التنفيذي للحركة الصهيونية التي من مهامها جمع الإعانات، بعد قيام دولة إسرائيل عام 1948 انحصر نشاطها في تشجيع العودة، وحل مشاكل الاستيطان، والدعاية، وجمع الأموال، وتثقيف اليهود خارج إسرائيل بالأهداف الصهيونية.
- الصندوق القومي اليهودي تأسست في عام 1901 كوسيلة لجمع الأموال من اليهود لشراء الأراضي في فلسطين، وإقامة المشاريع اليهودية.
- المنظمة الصهيونية العالمية أسست سنة 1897 بهدف تشجيع الهجرة الصهيونية نحو فلسطين وهي كحركة دينية تهدف إلي تمكين العنصر اليهودي من تملك الأراضي.

## شخصيات صهيونية
[وفقًا لِمَن؟]
- دافيد روبين وتلميذه سولومون مولوخ وقد حث اليهود على ضرورة العودة لتأسيس إسرائيل جديدة. 1501-1532م
- روتشيلد وموسى مونتفيوري مؤسسى حركة رجال المال وكانت تهدف إلى شراء الأراضي من العرب ومنحها لليهود ثم إقامة دولة عبرية.
- هيكلر الجرماني مؤلف كتاب إرجاع اليهود إلى فلسطين حسب أقوال الأنبياء 1882.
- الكاتب الألماني ناثان برنباوم أول من استخدم مصطلح الصهيونية عام 1893.
- تيودور هرتزل مؤسس الصهيونية الحديثة وهدفها الأساسي الواضح قيادة اليهود إلى حكم العالم بدءا من إقامة دولة لهم في فلسطين وقد أقام هرتزل أول مؤتمر صهيوني عالمي سنة 1897، ونجح هرتزل من تصوير المأساة اليهودية وأصدر كتابه الشهير الدولة اليهودية الذي أكسبه أنصاراً مما شجعه على إقامة أول مؤتمر صهيوني في بازل بسويسرا.
- بلفور صاحب الوعد الشهير الذي وعد بإعادة إقامة دولة يهودية على أرض فلسطين عام 1917.
- دافيد بن غوريون أول رئيس لإسرائيل.